# Flint Public Library
Die Flint Public Library ist die öffentliche Bibliothek der Stadt Middleton im US-Bundesstaat Massachusetts. Die Bibliothek ist das einzige neoromanische Gebäude der Stadt und wurde 2002 in das National Register of Historic Places aufgenommen.

## Geschichte
Im 18. Jahrhundert wurden die ersten Versuche unternommen, in Middleton eine Bibliothek zu etablieren. Reverend Elias Smith stiftete 1772 eine erste Sozialbibliothek aus seinem privaten Vermögen. Eine Bibliotheksvereinigung mit 46 Mitgliedern unter der Leitung von Dr. E.S. Phelps wurde 1838 gegründet, löste sich allerdings bald darauf wieder auf. John M. Peabody gründete 1865 eine neue bibliothekarische Vereinigung. Charles L. Flint, Einwohner von Middleton und Erster Sekretär des Landwirtschaftsausschusses von Massachusetts, schlug der Stadt gemeinsam mit der Vereinigung von Peabody 1879 vor, zum 150. Stadtjubiläum eine öffentliche Bibliothek zu errichten. Flint erklärte sich bereit, 1000 Dollar zu stiften, wenn die Stadt Middleton die restlichen veranschlagten Kosten in Höhe von 400 Dollar aufbringen würde. Die erste öffentliche Bibliothek wurde daraufhin im Alten Rathaus der Stadt eröffnet.
Charles L. Flint starb 1889 und hinterließ der Stadt Middleton 10.000 Dollar für die Errichtung eines neuen Bibliotheksgebäudes. Die Stadt ließ daraufhin das heutige Gebäude von einheimischen Architekten und Bauherren errichten. Weitere Einwohner Middletons beteiligten sich an der Finanzierung und Umsetzung des Vorhabens. Am 11. November 1891 wurde die Flint Public Library eröffnet. Der Buchbestand von etwa 5000 Exemplaren kam durch die Zusammenlegung der vorherigen Büchersammlungen zustande.

## Gegenwart
Im Jahr 2006 wurde das Bibliotheksgebäude umfassend um- und ausgebaut. Heute beträgt der Bestand der Flint Public Library über 60.000 Bücher, 3500 DVDs und 2000 Hörbücher. Bibliotheksnutzer haben außerdem Zugriff auf mehr als 65.000 E-Books und Onlinevideos.